# 基督教与科学
科学革命基於對中世纪古希腊研究的基础之上，並以罗马科学和中世纪伊斯兰科学加以阐述和进一步发展。一些學者認為傳統基督教與科學的發展有一定程度上的聯繫。

## 西方基督教传统历史背景
公元1453年，奥斯曼帝国穆斯林军队（现代土耳其人的祖先）攻陷了东罗马帝国的政治军事中心，君士坦丁堡（即后世的伊斯坦布尔）。东罗马帝国从此灭亡。这件事情成为中世纪结束、近代开始的一个里程碑事件。在此之前，基督教教会体系分为东方教会（即东正教）与西方教会（即天主教）两大部分，前者以君士坦丁堡为中心，后者以罗马为中心。
东方教会以君士坦丁堡为中心，是从大约公元四世纪罗马帝国皇帝君士坦丁大帝归依基督教信仰以后，把罗马帝国从罗马迁都至当时的拜占庭市开始。拜占庭市位于欧洲与亚洲陆路交通的重要枢纽节点。后来被改名为君士坦丁堡。东罗马帝国以君士坦丁堡为首都、基督教为国教，被后世的历史学家称为拜占庭帝国。东罗马帝国自公元四世纪一直延续到公元十五世纪，存在了近一千年，是人类历史上延续时间最长、没有改朝换代的重要国度之一。公元八世纪左右，东罗马帝国以希腊语为主要官方语言，开始不断地把信仰传播到以斯拉夫民族为主体的各个国家。
西方教会以罗马为中心，在君士坦丁大帝迁都君士坦丁堡以后，维持了从公元一世纪下半叶，使徒彼得时代以后建立的教宗制度。在从公元四世纪到公元十五世纪的上千年历史中，以罗马教宗制度为核心、以拉丁语为主要官方语言的西方众教会，与以君士坦丁堡为首都、拜占庭帝王为政权中心、以希腊语为主要官方语言的东方众教会之间，存在着错综复杂的复杂关系。
在公元一千年以前，东西方教会基本上是兄弟般的关系。他们都以圣经新旧约全书为共同的信仰根基与中心教义的基础；都相信和承认，圣经是上帝的全备话语是上帝亲自启示与默示的；都相信和接受耶稣基督为救主；都信靠耶稣基督在十字架上的救赎恩典。
但在公元一千年之前，在东西方教会之间也一直存在着既合作、又有纷争的状态。两者在各自教会权威、教义细节等等方面都有很多争议、互相对对方不服气。这种状态持续到公元一千年，终于矛盾完全爆发，互相之间彻底决裂，互相否认对方的信仰合法性。
公元十五、十六世纪，随着君士坦丁堡被突厥人攻占、拜占庭帝国灭亡，东方教会保存的希腊文的圣经原典以及许多其他希腊文写成的著名基督教历史文献和著作，被教会人士抢救、传播到西方教会体系。这些希腊文的文献以及圣经原典，开始让以伊拉斯谟为代表的西欧一些有识之士认识到，罗马教会的圣经拉丁语译本，在一些重要教义方面的词汇概念上，存在着一些翻译上的失误或偏差。
几乎与此同时，欧洲发生了许多历史意义影响深远的事情：
1.德国人古滕堡发明了活字印刷术（一说由中国传入欧洲）（第8章：纸与印刷术的西传），使大规模、迅速地、廉价地印刷、传播纸质书籍在技术上成为可能。
2.罗马教宗的教义上的谬误，以及财物方面的奢侈腐败作风，终于激起了教会部分神职人员以及普通基督徒们的反抗。以德国的马丁路德为代表，反抗教廷、传播圣经、传播真正纯正的福音与基督教信仰教义。马丁路德把圣经翻译为德语，极大地推动了圣经在社会中的普及化、广泛传播。
3.英国的丁道尔开始把圣经翻译成英语。这些圣经翻译运动本身，直接导致了现代德语书面语、现代英语书面语等等的诞生，因为在那之前，西欧的书面语言只有一种，就是拉丁语。

## 现代科学方法论的思想历史
从17 世纪开始，在以培根为代表的思想家们所倡导的科学方法论观念影响下，基于系统化实验方法论与实践哲学的研究传统逐渐被科学界接受。培根提倡的是一种使用归纳方法获取知识的哲学。相对而言，不是像亚里斯多德那样强调主观认知的宇宙世界观体系，并试图摆脱亚里斯多德经典逻辑三段论为中心的古典方法论的束缚，而是尝试以开放的心态观察现实世界。与早期的亚里士多德演绎方法形成对比，通过这种方法对已知事实的分析，产生了对于现实自然世界更为深刻真实的认知。在此基础之上，在现代科学方法论的沿革历史中，许多科学家和哲学家认为需要将归纳法哲学与演绎法哲学两者结合起来，既愿意质疑既有成见与自然哲学观念体系（从现实世界客观现象进行归纳研究），同时也愿意从抽象哲学出发对于现象进行理论性推演（从概念出发而进行演绎法哲学的研究）。
到科学革命结束时，在主流自然哲学家的世界观体系中，自然世界已经变成了一个机械的（有着精确的数理逻辑规律）、数学的世界，可以通过实验研究来了解。虽然牛顿科学并非在所有方面都与现代科学一模一样，但它在许多方面在概念上与我们今天的科学相似。现代科学的许多特征，尤其是在制度化和专业化方面，到 19 世纪中叶成为标准。
英国经验主义一词开始用于描述其创始人弗朗西斯·培根和勒内·笛卡尔之间的哲学差异。

### 培根的贡献
弗朗西斯培根是建立科学调查方法的关键人物。科学革命的哲学基础由被称为现代科学方法论之父的弗朗西斯·培根提出。他的著作建立并推广了科学探究的归纳方法，通常称为培根方法，或简称为科学方法。他对研究所有自然事物的计划程序的要求标志着科学修辞和理论框架的新转变。在他的著作中，大部分围绕着关于正确方法论的概念讨论。
培根提出了对所有知识过程的重大改革，以促进神学和人学的进步，他称之为《The Great Instauration》（即，《大变革与大复兴》，其中包含了变革与复兴两层涵义）。培根认为，这种改革将导致科学的巨大进步和后世的技术新发明，从而减轻人类的苦难，并满足人类饥渴与物质需求。他的《新方法论》（Novum Organum （页面存档备份，存于））于 1620 年出版。他认为人是“自然世界的管家和解释者”，“知识和力量是同义词”，“效果是通过方法和工作产生的”，以及“人的作为只能是控制自己的身体与行动；而自然世界则内在地完成其余部分的工作”；人“只有服从自然才能指挥自然”。总之，这是培根的哲学摘要，即通过对自然的了解和正确方法的使用，人类可以支配自然世界的自然工作以产生确定的结果。因此，人通过寻求对自然的认识，可以达到对自然的控制——从而重新建立因堕落而失去的“人之国度”与人的原始纯洁。他相信，通过这种方式，人类将摆脱无助、贫困和苦难的境地，同时进入和平、繁荣和安全的境地。
为了获得关于自然的知识和控制自然的能力，培根在《新方法论》（作为《大变革与大复兴》书集中影响最深远的一部书）这部作品中概述了一种新的逻辑系统，他认为它优于旧的亚里斯多德经典逻辑三段论方法。对培根来说，哲学家应该通过归纳推理的方法，从事实到规律，再到物理定律；然而，在开始这种归纳之前，研究者必须将他或她的思想从某些歪曲事实的错误观念或倾向中解放出来。特别是，他发现从前的哲学过于专注于文字，尤其是话语和辩论，而不是实际观察物质世界：“从而使哲学和科学变得狡猾和不活跃。”
培根认为科学最重要的是不要继续进行空泛的智力讨论或仅仅以默想为目标，而应该通过提出新的发明来改善人类的生活；为此，他探索了技术发明的深远意义和改变世界的特征，例如印刷机、火药和指南针。

## 马丁路德宗教改革与现代科学的起源
一些科学史作者认为，马丁·路德等神学家的宗教改革与回归圣经运动，都对于科学有一定影响。
- 十六世纪以前的天主教上千年历史中，罗马教廷虽然秉持着以圣经为根基与核心的基督十字架救恩的信仰，但是，在自然世界观方面仍然延续着亚里斯多德、托勒密等古希腊罗马哲学家的宇宙观，其中有很多迷信与臆想，例如亚里斯多德五元素观念，托勒密宇宙论，甚至后来的占星术、炼金术、万物有灵观念等。这些罗马教廷的自然世界观宇宙论与圣经其实并没有任何关系。[17][18]
- 罗马教廷把拉丁文圣经译本束之高阁、禁止人们翻译圣经，使普通人阅读圣经非常困难。这阻碍了普通人从圣经中明白基督教信仰的真实内涵以及怎样建立自然世界观。[19]:363
- 在宗教改革以后，圣经的德语译本以及英语译本很快出现。在此时期，圣经对于很多基督徒思想家带来很大影响，一方面使得他们更坚定而系统地反对罗马天主教廷的专制，另一方面使得他们开始重新思考自然世界观体系的探索与建立方法。[11]
- 在宗教改革以后，基督徒思想家们从圣经出发，思考了研究自然科学的动机与意义。这样的关于科学动机的思考也推动了自然科学本身的诞生与爆炸性发展。[20][21]

如果，我们在上帝面前有谦卑之心；若我们对上帝的作为和工作有哪怕一点尊敬；若我们对人有哪怕一点恩慈之心，渴望把他们从贫穷和困乏中解救；若我们对寻求自然界的真相有哪怕一点热爱；若我们对暗昧无知有哪怕一点憎恨，并渴望净化我们的理解；——那么，我们必须去除这些偶像；它们把我们变成俘虏，使我们在神的创造面前幼稚无知。我们现在必须开始俯身，带着谦卑和尊敬，来仔细靠近、阅读神之创造的工作；在其中仔细思考，并摒除我们的任何偏见、偶像、谬误。——弗朗西斯·培根，《新方法论》（培根原著），小鱼书社《现代科学的起源与意义》
人若不是像小孩子的样式，就不能进入上帝的国度；同样，人若没有小孩子一样的谦卑、诚实的态度与心灵，也不能认识这个自然世界。——弗朗西斯·培根，《大变革与大复兴》

### 书籍
- 钱存训. . 2004. ISBN 7-5633-4472-1.